# Kanton La Gacilly
Kanton La Gacilly (francouzsky Canton de La Gacilly) je francouzský kanton v departementu Morbihan v regionu Bretaň. Tvoří ho devět obcí.

## Obce kantonu
- Carentoir
- La Chapelle-Gaceline
- Cournon
- Les Fougerêts
- La Gacilly
- Glénac
- Quelneuc
- Saint-Martin-sur-Oust
- Tréal